# قاموس المعاني
موقع قاموس المعاني هو معجم معانٍ متعدد اللغات، ويوفر خدمة التعليم والترجمة. يحتوي على معاجمَ ثنائية: اللغة العربية، واللغة الإنجليزية، واللغة الإسبانية، واللعة البرتغالية، واللغة الفرنسية، واللغة التركية، واللغة الفارسية، واللغة الإندونيسية، واللغة الألمانية.

## خدمات الموقع
يوفر الموقع العديد من الخدمات البحثية، حيث تم إعداد عمليات البحث بحيث يتم تصفية النتائج حسب الاستخدام والمجال.

### الترجمة متعددة اللغات
يحوي موقع المعاني قاموس عربي إنجليزي ثنائيّ، وعربي فرنسي ثنائيّ، وعربي إسباني ثنائي، وعربي برتغالي ثنائي، وعربي تركي ثنائي، وعربي فارسي ثنائي. ويسعي المقيمون على الموقع لإضافة المزيد من اللغات.

### قاموس عربي
يُترجِم القاموس العربي العربي معاني الكلمات العربية في بعض القواميس المشهورة مثل معجم الأعشاب والمعجم الوسيط ومعجم الغني ومعجم اللغة العربية المعاصرة ومعجم مختار الصحاح ومعجم المصطلحات الفقهية ومعجم معاني الأسماء ومعجم الأصوات.

### كلمات القرآن
هناك صفحة مخصصة لكلمات القرآن، حيث يتم تحليل الكلمة القرآنية وإيراد معانيها بالاستعانة بمعجم كلمات القرآن للشيخ محمد حسنين مخلوف، وبعض المصادر الأخرى، بالإضافة إلى إيراد المعنى باللغة الإنكليزية وإيراد تفسير الجلالين والتفسير الميسر.

### المرادفات والأضداد
يوفر خدمة البحث في المرادفات والأضداد للكلمات المختلفة.

### معاني الأسماء
حيث يبحث في أصل الاسم وما يحمله من معنىً.

### تحميل قواميس
يوفر الموقع خدمة تحميل عدد من القواميس المتعلقة بمختلف المجالات ومنها:
- قاموس المصطلحات المحاسبية عربي-إنجليزي.
- معجم مصطلحات علم البستنة.
- العربية للمبتدئين.
- مسرد مصطلحات قانونية.
- قاموس مصطلحات الوثائق والأرشيف.
- الأزمنة في اللغة العربية.

إلي جانب عدد من قواميس طبية وكيميائية وعلمية مختلفة.

### لعبة قاموس المعاني
يقدم موقع قاموس المعاني لعبة wordabula وتعني توقع الكلمات، وهي لعبة تحدي تعليمية لاظهار المقدرة على معرفة الكلمات في لغة معينة، وتفيد هذه اللعبة في تحفيز الذهن على تذكر الكلمات أو تعلم كلمات جديدة، وهي مرادفة للعبة Scrabble Word ( خرابيش) ويمارسها لاعبان أو أكثر، حيث يبدأ أحد اللاعبين بكتابة كلمة على منتصف لوحة اللعب، ويتحدى الآخرين بكتابة كلمة جديدة مستعملين أحد أحرف الكلمة التي كتبها.
في حال عجز أحد اللاعبين في وضع كلمة خلال فترة زمنية محددة ينتقل الدور إلى اللاعب التالي، وتُقرأ الكلمات من اليمين إلى اليسار أو من الأعلى إلى الأسفل، ويجب أن تشكل الأحرف الموضوعة معنى بالتشارك مع الأحرف التي تليها على اليمين أو قبله إلى اليسار مقروءة من اليمين إلى اليسار، أو تشكل معنى بالتشارك مع الأحرف التي تليه الأسفل أو قبلها إلى الأعلى مقروءة من الأعلى إلى الأسفل، وحال إقرار الكلمة سيظهر معناها على اليمين. فاللعبة هي القدرة على تكوين كلمات ذات معنى من الأحرف المتوفرة لديك والأحرف الموجودة على لوحة اللعب.

## خدمة شريط الأدوات
يوفر امكانية البحث المباشر من شريط أدوات المتصفح في قاموس المعاني عربي-عربي وقاموس المعاني عربي-إنجليزي والبحث المخصص من غوغل والبحث في الصفحات العربية في غوغل والبحث في القرآن الكريم والبحث في ترجمات الحديث والبحث في ترجمات القرآن.